# Benjamin Stratford (4e comte d'Aldborough)
Benjamin O'Neale Stratford, 4e comte d'Aldborough (1746 - 11 juillet 1833) est un pair et homme politique irlandais. 

## Biographie
Il est le quatrième fils de John Stratford (1er comte d'Aldborough) et de son épouse Martha O'Neale, fille du vénérable Benjamin O'Neale, archidiacre de Leighlin, et un frère cadet d'Edward Stratford (2e comte d'Aldborough). En 1823, il succède à son frère aîné John comme comte. 
En 1777, il entre à la Chambre des communes irlandaise pour Baltinglass, la circonscription que son père et son frère aîné ont représenté auparavant, et siège comme député jusqu'en 1783. En 1790, il représente à nouveau Baltinglass et y est réélu jusqu'à l'Acte d'Union en 1800. Il est Lord Lieutenant de Wicklow en 1777. 
Le 10 janvier 1774, il épouse Martha Burton, fille de John Burton. Ils ont un fils et trois filles. Il est décédé à Stratford Lodge et est enterré à Baltinglass. Son fils unique Mason lui a succédé. 